# Paul Videsott
Paul Videsott (Brunico, 1971) è un filologo italiano.

## Biografia
Paul Videsott dirige dal 2013 il Südtiroler Volksgruppen-Institut (SVI) a Bolzano ed è dal 2015 professore ordinario di filologia romanza presso la Facoltà di Scienze della Formazione della Libera Università di Bolzano. Collabora con l'Istituto Culturale Ladino "Majon di Fascegn" di Vigo di Fassa, in qualità di vicepresidente della commissione culturale. 
Ha conseguito la laurea in Romanistica e Scienze Politiche nel 1995 presso l'Università di Innsbruck, il dottorato di ricerca in Romanistica nel 1999 nonché l'abilitazione (venia legendi) in Filologia Romanza nel 2004, sempre all'Università di Innsbruck.
Ha lavorato come assistente all'Istituto di Romanistica dell'Università di Innsbruck (1995-2004), come collaboratore al progetto Atlante linguistico del ladino dolomitico e dei dialetti limitrofi di Hans Goebl dell'Istituto di Romanistica dell'Università di Salisburgo (1999-2005), come professore a contratto presso l'Università di Trento (1996-1999), l'Università Ludwig Maximilian di Monaco (1998-1999) e la Libera Università di Bolzano (1999-2005), nonché come professore associato all'Istituto di Romanistica dell'Università di Innsbruck (2004-2006) e presso la Libera Università di Bolzano (2006-2014).
Nel 2005-2006 è stato titolare di una borsa Schrödinger del Fonds zur Förderung der wissenschaftlichen Forschung di Vienna, presso l'École nationale des chartes a Parigi. Nel 2012 è stato professore invitato presso l'ATILF (CNRS & Università della Lorena) a Nancy. 
I suoi interessi di ricerca vertono sulla linguistica storica italiana, francese e ladina, toponomastica e dialettologia alpina, scriptologia e scriptometria e linguistica dei corpora. 
È membro dei progetti Les plus anciens documents linguistiques de la France (in qualità di condirettore) e del Dictionnaire Étymologique Roman, in qualità di redattore e di revisore). 
È direttore della collana Scripta Ladina Brixinensia e del progetto Vocabolar dl Ladin Leterar.
È editore responsabile dell'Europäisches Journal für Minderheitenfragen / European Journal on Minority Issues e vicedirettore della Revue de Linguistique Romane (Société de Linguistique Romane).
Con la collaborazione di Rut Bernardi, ha raccolto e commentato nella Geschichte der ladinischen Literatur la produzione degli autori di lingua ladina delle cinque valli dolomitiche.

## Opere
- Ennebergisches Wörterbuch, Universitätsverlag Wagner, Innsbruck 1998, ISBN 3-7030-0321-9
- Ladinische Familiennamen – Cognoms Ladins, Universitätsverlag Wagner, Innsbruck 2000, ISBN 3-7030-0344-8
- Padania scrittologica. Analisi scrittologiche e scrittometriche di testi in italiano settentrionale antico dalle origini al 1525 (Con 15 figure, 60 tabelle e 159 cartine), Niemeyer, Tübingen 2009, ISBN 978-3484523432
- Rätoromanische Bibliographie, Bozen University Press, Bolzano, 2011, ISBN 978-88-604-6045-5
- Geschichte der ladinischen Literatur, Bozen University Press, Bolzano, 2013, 3 vol., ISBN 978-88-6046-060-8
- Bibliografia ladina. Bibliographie des ladinischen Schrifttums. Bibliografia degli scritti in ladino. Bd. 1: Von den Anfängen bis 1945. Dalle origini al 1945, Bozen University Press, Bolzano, 2013, ISBN 978-88-6046-066-0 (con Rut Bernardi e Chiara Marcocci)
- Les plus anciens documents en français de la chancellerie royale capétienne (1241-1300). Présentation et édition, Editions de Linguistique et de Philologie, Strasbourg 2015, ISBN 978-2372760010
- Die Volksgruppen in Europa. Handbuch der europäischen Volksgruppen. 2., überarbeitete und aktualisierte Auflage, Verlag Österreich/Berliner Wissenschaftlicher Verlag, Wien/Berlin, 2016, ISBN 978-3-7046-7224-7 (con Christoph Pan e Beate Sibylle Pfeil)
- National Minorities in Europe. Handbook of European National Minorities. 2nd Edition, Revised and Updated, Verlag Österreich/Berliner Wissenschaftlicher Verlag, Vienna/Berlin 2018, ISBN 978-3-7046-7908-6 (con Christoph Pan e Beate Sibylle Pfeil)
- Le minoranze in Europa. Manuale delle Minoranze Europee. Seconda edizione accresciuta e attualizzata. Rubbettino, Soveria Manelli 2018, ISBN 978-88-498-5375-9 (con Christoph Pan e Beate Sibylle Pfeil)
- Vocabolar dl ladin leterar / Vocabolario del ladino letterario / Wörterbuch des literarischen Ladinischen, Bozen University Press, Bolzano, 2020, ISBN 978-88-6046-168-1
- Manuale di linguistica ladina, De Gruyter, Berlin/Boston, 2020, ISBN 978-3-11-051962-4 (con Ruth Videsott e Jan Casalicchio)
- Les Ladins des Dolomites, Armeline, Crozon, 2023, ISBN 978-2-910878-47-4

## Premi
- Premio Luigi Heilmann 1996 e 2000
- Walther von der Vogelweide-Förderpreis 1999
- Theodor Körner Preis zur Förderung von Wissenschaft und Kunst 2001
- Forschungsförderungspreis des Akademischen Alpinen Vereins Innsbruck für wissenschaftliche Forschung an der Universität Innsbruck 2002
- Preis des Fürstentums Liechtenstein 2002 für wissenschaftliche Forschung an der Universität Innsbruck 2003
- Südtiroler Wissenschaftspreis / Premio scientifico dell’Alto Adige 2018
- MLA Bibliography Fellowship 2021